# Fatalna ljubav (turneja)
Turneja Fatalna ljubav (v slovenščini: usodna ljubezen) je bila tretja in tudi zadnja jugoslovanska koncertna turneja srbske turbofolk pevke Svetlane Ražnatović - Cece.
Turneja se je začela 16. oktobra leta 1995, s koncertom v srbskem mestecu Paraćin, zaključila pa 23. novembra istega leta, s koncertom v Beogradu.  
Ceca je na turneji promovirala glasbeni album z naslovom Fatalna ljubav, ki je bil objavljen junija istega leta. Na koncertih je predstavljala sedem novih skladb: Nije monotonija, Da li to ljubav pravi slabiće, Znam, Fatalna ljubav, Idi dok si mlad, Beograd in Volela sam, volela. 
Najbolj množičen koncert na turneji se je zgodil 23. novembra v beograjski dvorani Pionir, v kateri se je zbralo 10 tisoč ljudi. Posnetek s koncerta je bil objavljen na videokaseti Fatalna ljubav live.  Skrajšani posnetek koncerta je dostopen tudi na portalu YouTube.  
Ceca je v okviru turneje obiskala območja današnje Srbije, Kosova in Vojvodine. 

## Seznam koncertov
Ceca je v 35 dneh turneje imela skupno 41 koncertov, največkrat po 2 koncerta na dan, prvega ob 16. uri, drugega pa ob 20.30 uri. Cecin koncertni menedžer Bane Stojanović je za časopis Enigma razkril, da je pevka podrla rekord obiskanosti v številnih mestih, tudi v Kruševcu, Kragujevcu, Šabcu, Loznici, Požarevcu, Paraćinu in Kraljevu.  
| Datum      | Mesto                        | Lokacija koncerta | Štev. obiskovalcev |
| ---------- | ---------------------------- | ----------------- | ------------------ |
| 16.10.1995 | Paraćin                      | Hala sportova     | N/A                |
| 16.10.1995 | Ćuprija                      | Športna dvorana   | N/A                |
| 17.10.1995 | Ruma                         |                   | N/A                |
| 17.10.1995 | Šabac                        |                   | N/A                |
| 18.10.1995 | Kragujevac                   |                   | N/A                |
| 19.10.1995 | Loznica                      |                   | N/A                |
| 19.10.1995 | Valjevo                      |                   | N/A                |
| 20.10.1995 | Kruševac                     |                   | N/A                |
| 20.10.1995 | Trstenik                     |                   | N/A                |
| 21.10.1995 | Užice                        |                   | N/A                |
| 21.10.1995 | Čajetina                     |                   | N/A                |
| 23.10.1995 | Obrenovac                    |                   | N/A                |
| 23.10.1995 | Valjevo                      |                   | N/A                |
| 24.10.1995 | Veliko Gradište              |                   | N/A                |
| 24.10.1995 | Požarevac                    |                   | N/A                |
| 25.10.1995 | Kraljevo                     |                   | N/A                |
| 25.10.1995 | Čačak                        |                   | N/A                |
| 26.10.1995 | Novi Sad                     | Dvorana Spens     | 8.000+             |
| 27.10.1995 | Kragujevac                   | Hala Jezero       | 5.000              |
| 30.10.1995 | Vranje                       |                   | N/A                |
| 30.10.1995 | Leskovac                     |                   | N/A                |
| 31.10.1995 | Kosovska Mitrovica/Mitrovicë |                   | N/A                |
| 31.10.1995 | Peć/Pejë                     |                   | N/A                |
| 1.11.1995  | Đakovica/Gjakovë             |                   | N/A                |
| 1.11.1995  | Prizren/Prizreni             |                   | N/A                |
| 2.11.1995  | Uroševac/Ferizaj             |                   | N/A                |
| 2.11.1995  | Gnjilane/Gjilan              |                   | N/A                |
| 3.11.1995  | Bor                          |                   | N/A                |
| 3.11.1995  | Zaječar                      | Športna dvorana   | N/A                |
| 6.11.1995  | Aleksinac                    |                   | N/A                |
| 6.11.1995  | Jagodina                     |                   | N/A                |
| 7.11.1995  | Vrbas                        |                   | N/A                |
| 7.11.1995  | Sombor                       |                   | N/A                |
| 9.11.1995  | Kikinda                      |                   | N/A                |
| 9.11.1995  | Zrenjanin                    | Hala Medison      | 3.000              |
| 10.11.1995 | Šid                          |                   | N/A                |
| 10.11.1995 | Sremska Mitrovica            |                   | N/A                |
| 15.11.1995 | Priština/Prishtina           |                   | 8.500              |
| 16.11.1995 | Aranđelovac                  |                   | N/A                |
| 16.11.1995 | Mladenovac                   |                   | N/A                |
| 23.11.1995 | Beograd                      | Dvorana Pionir    | 10.000             |

## Odpovedani koncerti
Koncert, ki bi se moral zgoditi 14. novembra v Nišu v dvorani Čair, je bil odpovedan, zaradi nujne prenove dvorane.

## Drugi koncerti
Ceca je pred uradnim začetkom turneje 28. julija nastopila tudi na stadionu v Prištini. 

## Repertoar
| Štev. | Pesem                       | Album                     |
| ----- | --------------------------- | ------------------------- |
| 1     | Lepotan                     | Ludo srce                 |
| 2     | Drugarice, prokletnice      | Ceca (glasbeni album)     |
| 3     | Pustite me da ga vidim      | Ceca (glasbeni album)     |
| 4     | Mesec, nebo, zvezdice       | Šta je to u tvojim venama |
| 5     | Žarila sam žar              | Šta je to u tvojim venama |
| 6     | Popij me kao lek            | Šta je to u tvojim venama |
| 7     | Šta je to u tvojim venama   | Šta je to u tvojim venama |
| 8     | Zaboravi                    | Šta je to u tvojim venama |
| 9     | Kukavica                    | Kukavica (album)          |
| 10    | Ja još spavam...            | Ja još spavam             |
| 11    | Kuda idu ostavljene devojke | Ja još spavam             |
| 12    | Neću da budem ko mašina     | Ja još spavam             |
| 13    | Vazduh koji dišem           | Ja još spavam             |
| 14    | Devojko veštice             | Ja još spavam             |
| 15    | Volela sam te               | Ja još spavam             |
| 16    | Fatalna ljubav              | Fatalna ljubav            |
| 17    | Da li ljubav pravi...       | Fatalna ljubav            |
| 18    | Znam                        | Fatalna ljubav            |
| 19    | Nije monotonija             | Fatalna ljubav            |
| 20    | Volela sam, volela          | Fatalna ljubav            |
| 21    | Idi dok si mlad             | Fatalna ljubav            |
| 22    | Beograd                     | Fatalna ljubav            |

Repertoar s koncerta v Beogradu.

## Ceca o turneji
Pevka je novembra leta 1995, sredi koncertne turneje, podala intervju za TV Pink, v katerem je delila vtise s koncertov: 
"Že tretjič sem na veliki jugoslovanski turneji, čeprav sem le nekaj let v tem poslu. Šele z objavo petega glasbenega albuma sem se podala na prvo turnejo, leta 1993. Vesela sem, ker me ljudje podpirajo. Izjemno sem zadovoljna z uspehom tekoče turneje. Vsi vtisi so pozitivni, kar se verjetno vidi tudi na meni." 
Ceca je še povedala, da je vsak koncert trajal skoraj dve uri. 

## Mediji o turneji
Jugoslovanski estradni mediji so Cecini turneji namenili pozitivne kritike. 
Ilustrovana Politika je beograjski koncert v hali Pionir opisala kot nekaj novega in do tedaj nevidnega.  TV novosti so novosadski koncert v dvorani Spens primerjale z izbruhom vulkana pozitivne energije , beograjske Večernje novosti pa so Cecino turnejo označile za Cecotres.  Dnevnik je pevkin koncert v Beogradu primerjal s smetano na torti, turnejo pa kot novi osvojeni pokal v Cecinem življenju.  Radio & TV revija je poročala, da je Ceca s to turnejo udarila z vso močjo , magazin Sabor pa je koncert v Beogradu razglasil za dogodek leta. 

## Ostale informacije o turneji
- Organizator turneje: CentroScena
- Menadžment: Branislav Stojanović
- Nastopajoče predskupine: Funky G in Karamela, na koncertu v Beogradu pa še pevec Džej in zasedba Dr. Iggy. [19]

Glasbena zasedba:
- Orkester "Baja band"
- Kitara: Baja
- Klaviature: Fača
- Bobni: Goran
- Harmonika: Aca
- Bas: Ljuba

Tehnična ekipa:
- Video zvok: Vlasta Cvetković
- Razsvetljava: Pera Trifulesku in Svetlana Cvetković
- Zvok: Ilija in Aca Hari
- Spremljevalna ekipa: Rudi, Bane, Beli, Nedelja, Bojan
- Video mix: Saša Rašić
- Zvok: Dragoslav Simić
- Kamere: Fatmir Nuši, Miloš Spasojević, Milan Hercak, Miodrag Arsić, Periša Đinđić, Ivan Jađarević.